# Koyna
Koyna is een geslacht van hooiwagens uit de familie Assamiidae.
De wetenschappelijke naam Koyna is voor het eerst geldig gepubliceerd door Roewer in 1915. 

## Soorten
Koyna is monotypisch en omvat slechts de volgende soort:
- Koyna spinulata